# Wilhelm Kernen
Wilhelm Kernen, també conegut com a Willy Kernen, (La Chaux-de-Fonds, 6 d'agost de 1929 - La Chaux-de-Fonds, 12 de novembre de 2009) fou un futbolista suís de la dècada de 1950.

## Trajectòria
Fou jugador del club FC La Chaux-de-Fonds durant més d'una dècada, entre 1950 i 1962, en els quals guanyà dues lligues suïsses i cinc copes. A més, fou 41 cops internacional amb la selecció suïssa, en què marcà un gol. Participà en tres Copes del Món, 1950, 1954 i 1962.